# Парламентарни избори в България (1914)
Парламентарните избори се провеждат на 23 февруари 1914 г. в Царство България и са за XVII обикновено народно събрание. Насрочени са с указ на цар Фердинанд I от 14 януари 1914 г. Проведени са по регулациите на Избирателния закон с неговите изменения от март 1912 г.
Изборите за XVII ОНС са първите, в които гласуват и жителите от присъединените след Балканските войни земи. Общият брой на местата е 245, разпределени в 14 изборни района - "избирателни колегии". В 12-те изборни района в старите предели разпределението на местата е същото като онова в изборите за XVI ОНС. В "новите земи" са формирани две избирателни колегии - Гюмюрджинска (24 мандата) и Струмишка (17 мандата). Останалите регулации повтарят онези от парламентарните избори от 1913 г. - листова пропорционална система по метода на Донт (Хагенбах-Бишоф), законови прагове - квотата на Друуп, прилагани на равнище изборен район, гъвкави листи и т.н. 
Изборите са спечелени от управляващата Либерална концентрация, която с 45,2% от вота добива 126 (51,4%) мандати. Този път кабинетът на Васил Радославов успява да се подсигури с макар и крехко парламентарно мнозинство, постигнато най-вече с помощта на гласовете от новите земи. В рамките на Концентрацията  Либералната партия (радослависти) има 86 мандата, Народнолибералната партия 30 мандата и 10 мандата за Младолибералната партия. Известен спад във вота инкасират социалистическите формации. Русофилските партии успяват да спрат електоралния срив и бележат известен ръст. В следващите месеци и години съставът на камарата ще претърпи известни промени поради касирания на депутати (Софийската листа на БЗНС 1914 г.; Деклозиеровата афера 1915-1916 г. и др.), смъртни случаи и оставки. 

## Резултати[5]
| Резултати от парламентарните избори в България на 23 февруари 1914 година. | Резултати от парламентарните избори в България на 23 февруари 1914 година. | Резултати от парламентарните избори в България на 23 февруари 1914 година. | Резултати от парламентарните избори в България на 23 февруари 1914 година. | Резултати от парламентарните избори в България на 23 февруари 1914 година. | Резултати от парламентарните избори в България на 23 февруари 1914 година. | Резултати от парламентарните избори в България на 23 февруари 1914 година. | Резултати от парламентарните избори в България на 23 февруари 1914 година. | Резултати от парламентарните избори в България на 23 февруари 1914 година. | Резултати от парламентарните избори в България на 23 февруари 1914 година. |
| | Кандидатска листа                                                          | Гласове                                                                    | Гласове                                                                    | Дял от гласовете                                                           | Дял от гласовете                                                           | Общо мандати                                                               | Общо мандати                                                               |                                                                            |                                                                            |
| брой | Кандидатска листа                                                          | +/−                                                                        | %                                                                          | +/−                                                                        | брой                                                                       | +/−                                                                        |                                                                            |                                                                            |                                                                            |
| --- | -------------------------------------------------------------------------- | -------------------------------------------------------------------------- | -------------------------------------------------------------------------- | -------------------------------------------------------------------------- | -------------------------------------------------------------------------- | -------------------------------------------------------------------------- | -------------------------------------------------------------------------- | -------------------------------------------------------------------------- | -------------------------------------------------------------------------- |
| | Либерална концентрация1                                                    | 345 730                                                                    | +137 967                                                                   | 45,2                                                                       | +6,5                                                                       | 126                                                                        | +32                                                                        |                                                                            |                                                                            |
| | БЗНС                                                                       | 147 143                                                                    | +33 382                                                                    | 19,3                                                                       | −1,9                                                                       | 51                                                                         | +3                                                                         |                                                                            |                                                                            |
| | Демократическа партия                                                      | 88 507                                                                     | +45 536                                                                    | 11,6                                                                       | +3,6                                                                       | 31                                                                         | +17                                                                        |                                                                            |                                                                            |
| | БРСДП (ш.с.)                                                               | 45 235                                                                     | −9 922                                                                     | 5,9                                                                        | −4,4                                                                       | 10                                                                         | −9                                                                         |                                                                            |                                                                            |
| | БРСДП (т.с.)                                                               | 43 251                                                                     | −10 966                                                                    | 5,7                                                                        | −4,4                                                                       | 11                                                                         | −7                                                                         |                                                                            |                                                                            |
| | Народна партия                                                             | 40 305                                                                     | +15 311                                                                    | 5,4                                                                        | +0,9                                                                       | 9                                                                          | +4                                                                         |                                                                            |                                                                            |
| | Радикалдемократическа партия                                               | 27 353                                                                     | +3 346                                                                     | 3,6                                                                        | −0,9                                                                       | 5                                                                          | 0                                                                          |                                                                            |                                                                            |
| | Прогресивнолиберална партия                                                | 26 502                                                                     | +13 989                                                                    | 3,5                                                                        | +1,2                                                                       | 2                                                                          | +1                                                                         |                                                                            |                                                                            |
| | Други (Републиканска партия)                                               | 260                                                                        |                                                                            | 0,0                                                                        | +0,0                                                                       | 0                                                                          | 0                                                                          |                                                                            |                                                                            |
| Валидни гласове: | Валидни гласове:                                                           | 764 286                                                                    | +227 253                                                                   | 100,0                                                                      | —                                                                          | 245                                                                        | +41                                                                        |                                                                            |                                                                            |
| Невалидни гласове: | Невалидни гласове:                                                         | 5 426                                                                      | −957                                                                       | 0,7                                                                        | −0,5                                                                       | —                                                                          | —                                                                          |                                                                            |                                                                            |
| Гласували: | Гласували:                                                                 | 769 712                                                                    | +226 296                                                                   | 67,1                                                                       | +12,1                                                                      | —                                                                          | —                                                                          |                                                                            |                                                                            |
| Избиратели по списък: | Избиратели по списък:                                                      | 1 146 880                                                                  | +159 048                                                                   | —                                                                          | —                                                                          | —                                                                          | —                                                                          |                                                                            |                                                                            |
| \| \| \| \| \| получава мандати \| \| 0 \| не получава мандати \| \| — \| не участва \| \| +/− \| разлика спрямо предходните парламентарни избори \| \| 1 \| ЛП (р.) – 86 мандата, НЛП (с.) – 30 мандата и ЛП (т.) – 10 мандата \| |                                                                            |                                                                            |                                                                            |                                                                            |                                                                            |                                                                            |                                                                            |                                                                            |                                                                            |
| |                                                                            |                                                                            |                                                                            |                                                                            |                                                                            |                                                                            |                                                                            |                                                                            |                                                                            |
| | получава мандати                                                           |                                                                            |                                                                            |                                                                            |                                                                            |                                                                            |                                                                            |                                                                            |                                                                            |
| 0 | не получава мандати                                                        |                                                                            |                                                                            |                                                                            |                                                                            |                                                                            |                                                                            |                                                                            |                                                                            |
| — | не участва                                                                 |                                                                            |                                                                            |                                                                            |                                                                            |                                                                            |                                                                            |                                                                            |                                                                            |
| +/− | разлика спрямо предходните парламентарни избори                            |                                                                            |                                                                            |                                                                            |                                                                            |                                                                            |                                                                            |                                                                            |                                                                            |
| 1 | ЛП (р.) – 86 мандата, НЛП (с.) – 30 мандата и ЛП (т.) – 10 мандата         |                                                                            |                                                                            |                                                                            |                                                                            |                                                                            |                                                                            |                                                                            |                                                                            |